# Lasiodiscus rozeirae
Lasiodiscus rozeirae Exell é uma espécie de pequenas árvores da família Rhamnaceae que constitui um raro endemismo da ilha de São Tomé. A espécie foi colectada em 1954 no sueste da ilha de São Tomé pelo botânico Arnaldo Rozeira, lembrado no epíteto específico. Não foi recolhido posteriormente qualquer material adicional, mas o habitat parece manter-se suficiente.